# I den innersta kretsen
I den innersta kretsen är en bok av Viveca Sten från 2009. Det är den andra boken i en serie Sandhamnsdeckare om kriminalinspektören Thomas Andreasson och juristen Nora Linde.